# فالکلاند، فایف
فالکلند 
(به گیلیک اسکاتلندی: Fàclann)، (فاکلان)، و (به انگلیسی: Falkland)، دهکدهٔ اسقف‌نشین، و شهرک سلطنتی سابق در فایف، اسکاتلند در کوه‌پایهٔ «تپهٔ لوموند» است. بر پایهٔ برآورد جمعیتی سال ۲۰۰۸، جمعیت آن ۱۱۸۰ نفر است.
جزایر فالکلند در اقیانوس اطلس جنوبی با توجه به نام «آنتونی کری»، پنجمین ویکنت فالکلند نامگذاری شده است.